# Motor Lublin (piłka nożna) w sezonie 1972/1973
Sezon 1972/1973 był dla Motoru Lublin 14. sezonem na trzecim szczeblu ligowym. W trzydziestu rozegranych spotkaniach, Motor zdobył 41 punktów i zajął drugie, premiowane awansem do II ligi, miejsce w tabeli.

## Przebieg sezonu
W lipcu 1972 zespół przebywał na zgrupowaniu w Węgierskiej Górce. Z klubu odeszli Władysław Żmuda do Gwardii Warszawa oraz Stanisław Manicki do Lecha Poznań. W przerwie letniej Motor sparował między innymi z Moto Jelczem Oława, Lotnikiem Wrocław oraz akademickim zespołem z Debreczyna. Trenerem Motoru w rundzie jesiennej był Jerzy Adamiec. 29 października 1972 po ponad czterech latach doszło do derbów Lublina pomiędzy Motorem a Lublinianką. Na trybunach stadionu przy al. Zygmuntowskich zasiadło 20 tysięcy widzów, a mecz zakończył się wynikiem bezbramkowym.
W przerwie zimowej nowym trenerem Motoru został Andrzej Gajewski.  Od 2 do 15 lutego zawodnicy i sztab szkoleniowy przebywali na zgrupowaniu w Nowym Sączu. Z Motoru do Staru Starachowice odszedł Ryszard Dworzecki. W okresie przygotowawczym Motor rozegrał mecze sparingowe z Avią Świdnik (0:1), Legią Warszawa, w barwach której wystąpili między innymi Piotr Mowlik, Kazimierz Deyna, Lesław Ćmikiewicz, Władysław Stachurski i Zygfryd Blaut (1:1, widzów 2 tys.), Widzewem Łódź (2:1, 0:2) i Stalą Stalowa Wola (2:0).
Do rundy wiosennej Motor przystąpił z 3. miejsca, mając sześć punktów straty do mistrza jesieni – Lublinianki. W wyniku reorganizacji rozgrywek ligowych i utworzenia dwóch grup w II lidze, awans poza Lublinianką, uzyskały także dwie kolejne drużyny z Lubelszczyzny – Motor Lublin i Avia Świdnik.

## Mecze ligowe w sezonie 1972/1973
| Data                 | Przeciwnik                 | D/W            | Miejsce                         | Wynik M/P      | Strzelcy                                    | Widzów         | Źródło         |
| RUNDA JESIENNA       | RUNDA JESIENNA             | RUNDA JESIENNA | RUNDA JESIENNA                  | RUNDA JESIENNA | RUNDA JESIENNA                              | RUNDA JESIENNA | RUNDA JESIENNA |
| -------------------- | -------------------------- | -------------- | ------------------------------- | -------------- | ------------------------------------------- | -------------- | -------------- |
|                      |                            |                |                                 |                |                                             |                |                |
| 6 sierpnia 1972      | Mazur Ełk                  | W              | Ełk                             | 2:0            | Krawczyk 1', Wiater ?'                      | 1 tys.         | [ 15 ]         |
| 13 sierpnia 1972     | Wisła Płock                | D              | stadion przy al. Zygmuntowskich | 1:0            | Krawczyk 19'                                | 1 tys.         | [ 16 ]         |
| 20 sierpnia 1972     | Stal Poniatowa             | W              | Poniatowa                       | 0:1            |                                             | 3 tys.         | [ 17 ]         |
| 27 sierpnia 1972     | Włókniarz Pabianice        | D              | stadion przy al. Zygmuntowskich | 1:0            | Dworzecki 66'                               | 1,5 tys.       | [ 18 ]         |
| 3 września 1972      | Stal Kraśnik               | W              | Kraśnik                         | 1:0            | Majkowski 55'                               |                | [ 19 ]         |
| 10 września 1972     | OZOS Olsztyn               | W              | Olsztyn                         | 1:2            | Pulikowski 40'                              |                | [ 20 ]         |
| 17 września 1972     | Polonia Warszawa           | D              | stadion przy al. Zygmuntowskich | 1:0            | Krawczyk 88'                                | 1 tys.         | [ 21 ]         |
| 24 września 1972     | Włókniarz Łódź             | W              | Łódź                            | 2:1            | Marciniuk 75', Pulikowski 89'               |                | [ 22 ]         |
| 30 września 1972     | Włókniarz Białystok        | D              | stadion przy al. Zygmuntowskich | 3:2            | Krawczyk 26', Marciniuk 67', Przybyło 70'   | 1 tys.         | [ 23 ]         |
| 8 października 1972  | RKS Ursus                  | W              | stadion Ursusa                  | 0:1            |                                             |                | [ 24 ]         |
| 14 października 1972 | Wisła Puławy               | D              | stadion przy al. Zygmuntowskich | 0:0            |                                             | 1 tys.         | [ 25 ]         |
| 22 października 1972 | Avia Świdnik               | W              | Świdnik                         | 1:0            | Marciniuk 4'                                | 3 tys.         | [ 26 ]         |
| 29 października 1972 | Lublinianka                | D              | stadion przy al. Zygmuntowskich | 0:0            |                                             | 20 tys.        | [ 5 ] [ 27 ]   |
| 5 listopada 1972     | Lechia Tomaszów Mazowiecki | W              | Tomaszów Mazowiecki             | 1:1            | Majkowski 30'                               |                | [ 28 ]         |
| 12 listopada 1972    | Start Łódź                 | D              | stadion przy al. Zygmuntowskich | 0:0            |                                             | 2 tys.         | [ 13 ]         |
|                      |                            |                |                                 |                |                                             |                |                |
| RUNDA WIOSENNA       |                            |                |                                 |                |                                             |                |                |
|                      |                            |                |                                 |                |                                             |                |                |
| 25 marca 1973        | Mazur Ełk                  | D              | stadion przy al. Zygmuntowskich | 4:0            | Krawczyk 18', 83' (k), Pulikowski 75', 79'  | 5 tys.         | [ 29 ] [ 30 ]  |
| 1 kwietnia 1973      | Wisła Płock                | W              | Płock                           | 1:0            | Chachuła 84'                                | 3 tys.         | [ 31 ] [ 32 ]  |
| 8 kwietnia 1973      | Stal Poniatowa             | D              | stadion przy al. Zygmuntowskich | 1:0            | Socha 14'                                   | 4 tys.         | [ 33 ] [ 34 ]  |
| 15 kwietnia 1973     | Włókniarz Pabianice        | W              | Pabianice                       | 1:1            | Pulikowski 15'                              |                | [ 35 ] [ 36 ]  |
| 21 kwietnia 1973     | Stal Kraśnik               | D              | stadion przy al. Zygmuntowskich | 2:0            | Krawczyk 36', 52'                           | 3 tys.         | [ 37 ] [ 38 ]  |
| 29 kwietnia 1973     | Stomil Olsztyn             | D              | stadion przy al. Zygmuntowskich | 1:0            | Pulikowski 78'                              | 5 tys.         | [ 39 ] [ 40 ]  |
| 6 maja 1973          | Polonia Warszawa           | W              | stadion Polonii                 | 1:1            | 43' (sam)                                   | 2,5 tys.       | [ 41 ] [ 42 ]  |
| 13 maja 1973         | Włókniarz Łódź             | D              | stadion przy al. Zygmuntowskich | 0:0            |                                             | 1 tys.         | [ 43 ] [ 44 ]  |
| 20 maja 1973         | Włókniarz Białystok        | W              | Białystok                       | 0:1            |                                             | 2,5 tys.       | [ 45 ] [ 46 ]  |
| 27 maja 1973         | RKS Ursus                  | D              | stadion przy al. Zygmuntowskich | 0:0            |                                             | 1 tys.         | [ 47 ] [ 48 ]  |
| 3 czerwca 1973       | Wisła Puławy               | W              | Puławy                          | 3:1            | Pulikowski 25', Rudak 75', Krawczyk 85'     | 2 tys.         | [ 49 ] [ 50 ]  |
| 10 czerwca 1973      | Avia Świdnik               | D              | stadion przy al. Zygmuntowskich | 1:0            | Krawczyk 56' (k)                            | 6 tys.         | [ 51 ] [ 52 ]  |
| 16 czerwca 1973      | Lublinianka                | W              | stadion Lublinianki             | 0:0            |                                             | 12 tys.        | [ 53 ] [ 54 ]  |
| 21 czerwca 1973      | Lechia Tomaszów Mazowiecki | D              | stadion przy al. Zygmuntowskich | 4:0            | Krawczyk 33', 34', Socha 67', Marciniuk 86' | 1 tys.         | [ 55 ] [ 56 ]  |
| 24 czerwca 1973      | Start Łódź                 | W              | Łódź                            | 1:2            | Marciniuk ?'                                | 500            | [ 57 ] [ 58 ]  |

### Tabela III ligi gr. III
| Poz | Klub                       | M  | Pkt | Bz | Bs |
| --- | -------------------------- | -- | --- | -- | -- |
| 1.  | Lublinianka                | 30 | 46  | 55 | 10 |
| 2.  | Motor Lublin               | 30 | 41  | 34 | 14 |
| 3.  | Avia Świdnik               | 30 | 39  | 56 | 22 |
| 4.  | RKS Ursus                  | 30 | 39  | 31 | 21 |
| 5.  | Start Łódź                 | 30 | 38  | 39 | 26 |
| 6.  | Polonia Warszawa           | 30 | 33  | 35 | 23 |
| 7.  | Stomil Olsztyn             | 30 | 33  | 29 | 26 |
| 8.  | Włókniarz Pabianice        | 30 | 30  | 32 | 27 |
| 9.  | Włókniarz Białystok        | 30 | 29  | 29 | 30 |
| 10. | Stal Kraśnik               | 30 | 27  | 28 | 31 |
| 11. | Włókniarz Łódź             | 30 | 26  | 31 | 32 |
| 12. | Wisła Puławy               | 30 | 24  | 17 | 41 |
| 13. | Wisła Płock                | 30 | 23  | 21 | 38 |
| 14. | Lechia Tomaszów Mazowiecki | 30 | 22  | 31 | 51 |
| 15. | Stal Poniatowa             | 30 | 21  | 33 | 43 |
| 16. | Mazur Ełk                  | 30 | 9   | 29 | 95 |

## Kadra
| Zawodnik               | Rok ur.   | Występy        | Bramki         | Występy        | Bramki         | Występy   | Bramki    |
| Zawodnik               | Rok ur.   | RUNDA JESIENNA | RUNDA JESIENNA | RUNDA WIOSENNA | RUNDA WIOSENNA | SEZON     | SEZON     |
| Bramkarze              | Bramkarze | Bramkarze      | Bramkarze      | Bramkarze      | Bramkarze      | Bramkarze | Bramkarze |
| ---------------------- | --------- | -------------- | -------------- | -------------- | -------------- | --------- | --------- |
| Leszek Dziełakowski    | 1948      | 3              |                | 11             |                | 14        |           |
| Adam Suszek            | 1946      | 12             |                | 4              |                | 16        |           |
| Obrońcy                |           |                |                |                |                |           |           |
| Władysław Bucki        | 1942      | 15             |                | 15             |                | 30        |           |
| Czesław Buda           | 1951      | 8              |                | 4              |                | 12        |           |
| Bogdan Kałkus          | ????      | 6 (1)          |                | —              | —              | 6 (1)     |           |
| Tadeusz Kamiński       | 1944      | 15             |                | 11 (1)         |                | 26 (1)    |           |
| Jan Lisiewicz          | 1947      | 15             |                | 15             |                | 30        |           |
| Jacek Rudak            | 1939      | —              | —              | 15             | 1              | 15        | 1         |
| Marek Skrzypczyński    | 1953      | 1 (1)          |                | —              | —              | 1 (1)     |           |
| Pomocnicy i napastnicy |           |                |                |                |                |           |           |
| Jerzy Chachuła         | 1951      | 1 (2)          |                | 15             | 1              | 16 (2)    | 1         |
| Ryszard Dworzecki      | 1947      | 15             | 1              | —              | —              | 15        | 1         |
| Sławomir Kozłowski     | 1955      | —              | —              | 0 (1)          |                | 0 (1)     |           |
| Jerzy Krawczyk         | 1953      | 15             | 4              | 15             | 8              | 30        | 12        |
| Ryszard Majkowski      | 1950      | 12 (2)         | 2              | 7 (6)          |                | 19 (8)    | 2         |
| Mieczysław Marciniuk   | 1952      | 9 (3)          | 3              | 13             | 2              | 22 (3)    | 5         |
| Jan Mrozik             | 1953      | 3 (2)          |                | 12             |                | 15 (2)    |           |
| Jan Przybyło           | 1947      | 15             | 1              | 11 (1)         |                | 26 (1)    | 1         |
| Jerzy Pulikowski       | 1952      | 13             | 2              | 15             | 5              | 28        | 7         |
| Edward Socha           | 1948      | 2 (6)          |                | 2 (8)          | 2              | 4 (14)    | 2         |
| Zbigniew Stawiszyński  | 1953      | 0 (1)          |                | —              | —              | 0 (1)     |           |
| Waldemar Wiater        | 1954      | 5 (1)          | 1              | —              | —              | 5 (1)     | 1         |